# Stefaniola bamianica
Stefaniola bamianica är en tvåvingeart som beskrevs av Möhn 1971. Stefaniola bamianica ingår i släktet Stefaniola och familjen gallmyggor.
Artens utbredningsområde är Afghanistan. Inga underarter finns listade i Catalogue of Life.